# 冯氏白腹鼠
冯氏白腹鼠（学名：Niviventer fengi），一种于中国西藏吉隆县发现的啮齿动物，隶属于鼠科白腹鼠属针毛鼠种团。

## 形态特征
冯氏白腹鼠全身覆盖软毛，无针毛，背毛为灰色，尾部毛簇较为明显。